# Sabina (Heilige)
Sabina († 119) war eine Heilige und Märtyrin der frühen Kirche. Ihr Gedenktag ist der 29. August.

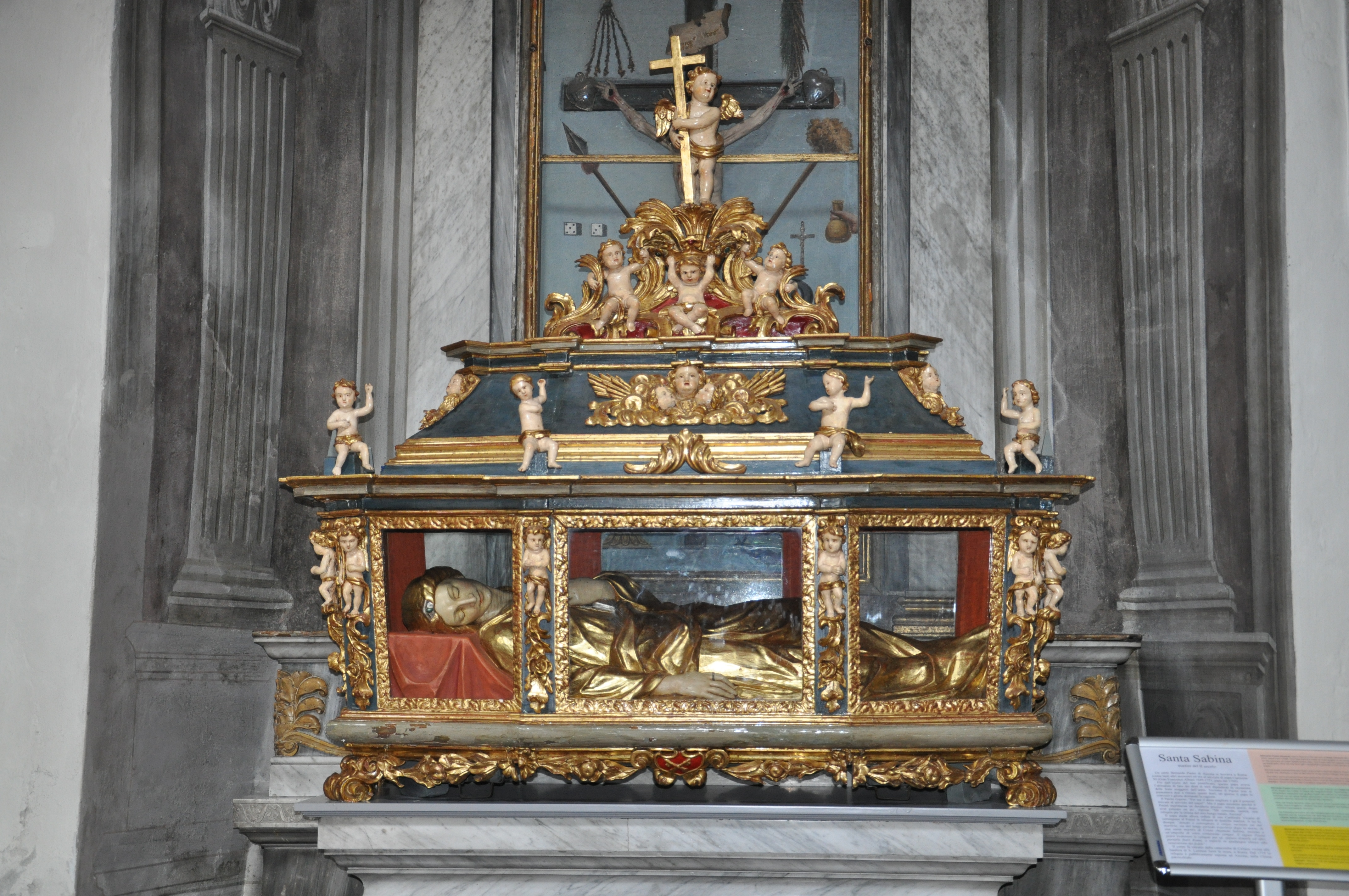
Reliquie der heiligen Sabina in der Pfarrkirche St. Peter und Paul in Ascona

Der Überlieferung nach befand sich Anfang des 2. Jahrhunderts an der Stelle der heutigen Kirche Santa Sabina in Rom das Haus der vornehmen römischen Witwe Sabina. Sie war Heidin und hatte eine Sklavin mit Namen Serapia. Durch Serapia lernte Sabina das Christentum kennen und wurde schließlich selbst Christin. Sowohl Sabina als auch Serapia wurden wegen ihres Glaubens angeklagt, verurteilt und im Jahr 119 hingerichtet.
Im 5. Jahrhundert wurde ihr Haus zur Kirche umgebaut. Sabina gilt als eine der großen Märtyrinnen Roms, sie ist die Schutzpatronin von Rom, der Hausfrauen und Kinder.